# Else Haugk
Else Haugk (* 10. Juni 1889 in Zürich; † 6. Dezember 1973 in Frauenalb, heute Gemeinde Marxzell im Schwarzwald) war die erste Schweizer Pilotin.

## Leben
Else Haugk entstammte einer Schweizer Kaufmannsfamilie. Sie war eine Tochter von Theodor Haugk, gebürtig aus München, und Elise Brandstetter von Zürich. Sie absolvierte die höhere Mädchenoberschule in München und nahm Malunterricht beim Maler Adolf Hölzel in Dachau sowie bei Ferdinand Hodler.
1912 besuchte sie in Konstanz den sogenannten II. Zuverlässigkeitsflug am Oberrhein. Dieser wird auch als Prinz-Heinrich-Flug bezeichnet. Nach diesem Anlass entschloss sie sich, Pilotin zu werden. An dieser Flugveranstaltung begegnete sie ihrem späteren Ehemann Oberstleutnant Freiherr Martin von Oldershausen. Er gehörte zum Präsidium des Deutschen Luftfahrer-Verbands. Für ihre Ausbildung zur Pilotin vermittelte er sie zu den Hanseatischen Flugzeugwerken von Karl Caspar in Hamburg. Karl Caspar war Fluglehrer an der zivilen Flugschule, die an dieses Flugzeugwerk angegliedert war.
Sie absolvierte ihre Piloten-Ausbildung Ende 1913 und Anfang 1914. Am 11. Mai 1914 legte sie ihre Flugprüfung mit der Hansa-Taube in Hamburg ab und bekam als erste Pilotin der Schweiz das Schweizer Brevet. Der Aero-Club der Schweiz verlieh ihr die Piloten-Nummer 48. Bereits am 6. Juni 1914 erwarb sie auf dem Flugplatz Fuhlsbüttel den Deutschen Pilotenschein. Bis zum August 1914 unternahm Else Haugk viele Flüge in Norddeutschland.
Aufgrund des Ausbruchs des Ersten Weltkrieges konnte sie ihre Pilotinnen-Karriere nicht mehr weiter verfolgen. Während des Krieges war sie als Krankenschwester in Hamburg und im Feldlazarett in Brandenburg tätig.
Am 5. Juni 1918 heiratete sie Martin von Oldershausen. Ihr Mann brachte zwei Töchter in die Ehe. Das Paar bekam zwei Söhne: Hans Felch von Oldershausen emigrierte nach dem Zweiten Weltkrieg nach Chile und wurde später Chefarzt in Friedrichshafen. Bernhard von Oldershausen fiel im September 1943. Er war Adjutant von Philipp von Boeselager.
In den Jahren 1952 und 1953 hielt sich Else Haugk bei ihrem Sohn in Chile auf und begann dort wieder zu fliegen. Von Concepción aus unternahm sie viele Flüge nach Patagonien. Mitte der 1950er Jahre kehrte sie nach Deutschland zurück.
Nach Aufenthalten in Berlin, Hamburg, Lippoldsberg, Tübingen und Friedrichshafen fing sie wieder mit der Malerei an. Sie liess sich in Frauenalb im Schwarzwald nieder, wo sie am 6. Dezember 1973 starb.